# Donizetti Adalto
Donizetti Adalto dos Santos, mais conhecido como Donizetti Adalto (Mandaguari, 7 de janeiro de 1959 — Teresina, 19 de setembro de 1998) foi um polêmico jornalista, escritor e apresentador de televisão brasileiro que fez carreira no Piauí.

## Carreira
Donizetti Adalto foi amigo na adolescência do apresentador Ratinho; quando jovens, eles se apresentaram em peças teatrais de autoria dos mesmos, e jogaram partidas de futebol em Jandaia do Sul. Donizetti começou a sua carreira no Paraná, onde trabalhou na TV Cultura de Maringá no final de 1970 e início de 1980.
No Piauí, o jornalista trabalhou no Sistema Meio Norte de Comunicação em dupla com o amigo paranaense Carlos Moraes. Inicialmente, na então TV Timon, entre 1987-1989, apresentou juntamente com seu companheiro Carlos Moraes, o programa Comando do Meio Dia. Em seguida, transferiu-se para a TV Pioneira (hoje TV Cidade Verde) e para a TV Ribamar de São Luís (hoje TV Cidade), onde permaneceu por pouco tempo.
Também montou um jornal bastante polêmico, denominado Comando, através do qual fez séria oposição ao governo Freitas Neto (1991 - 1994). Em sua segunda passagem pelo canal 7 de Teresina, Donizetti apresentaria, a partir de 1995, o programa MN 40 Graus, onde permaneceu até 1998, quando foi afastado por se desentender e quase brigar no ar e ao vivo com o deputado estadual do Piauí Leal Júnior (PFL). Segundo denúncias da época, após demissão do apresentador, as empresas do grupo de comunicação de Paulo Guimarães, como a TV Meio Norte e o Jornal Meio Norte, foram proibidas de mencionar o nome de Donizetti Adalto; as imagens do programa MN 40 Graus na apresentação de Donizetti foram recolhidas para arquivo morto, sendo recuperadas somente em 2019 e exibidas no programa Arquivo MN, da TV Jornal Meio Norte.

## Assassinato
Donizetti foi espancado e assassinado com sete tiros à queima roupa na madrugada do dia 19 de setembro de 1998, pouco antes de uma hora da madrugada, na Avenida Marechal Castelo Branco, nas proximidades da ponte do bairro Primavera, na zona norte de Teresina. Ele era candidato a deputado Federal pelo PPS, e no momento do crime, estava acompanhado de seu companheiro de chapa, o advogado e até então vereador Djalma da Costa e Silva Filho, que buscava uma vaga de deputado estadual na Assembléia Legislativa do Piauí também pela legenda do antigo Partido Popular Socialista.
Ambos retornavam de um comício em um automóvel Fiat Tipo quando foram abordados e Donizetti assassinado sem chances de defesa. A Polícia Federal ajudou a Polícia Civil nas investigações. Djalma chegou a participar do velório de Donizetti Adalto, que ocorreu no Ginásio de Esportes Verdão.
Pouco tempo depois o crime começou a ser desvendado: os ex-policiais civis João Evangelista (Pezão) e Ricardo Alves, o estudante de Direito Sérgio Silva e Djalma Filho acabaram sendo indiciados criminalmente e presos como envolvidos. Djalma Filho teve o mandato de vereador cassado por quebra de decoro parlamentar. Os três primeiros foram condenados a penas superiores a 19 anos de reclusão, sendo que esses mesmos, depois que cumpriram parte da pena, ganharam progressão de regime. Djalma Filho entrou com recursos e é o único dos acusados que ainda não foi julgado, aguardando o julgamento em liberdade. Djalma Filho é professor do Curso de Direito da Universidade Federal do Piauí e dispensou advogados para sua defesa tendo-a feito ele próprio, reconhecido pois, um exímio conhecedor das leis. O Tribunal de Justiça do Piauí (TJ-PI) determinou que ele irá a júri popular, mas seu julgamento vem sendo adiado desde então.

## Motivação do crime

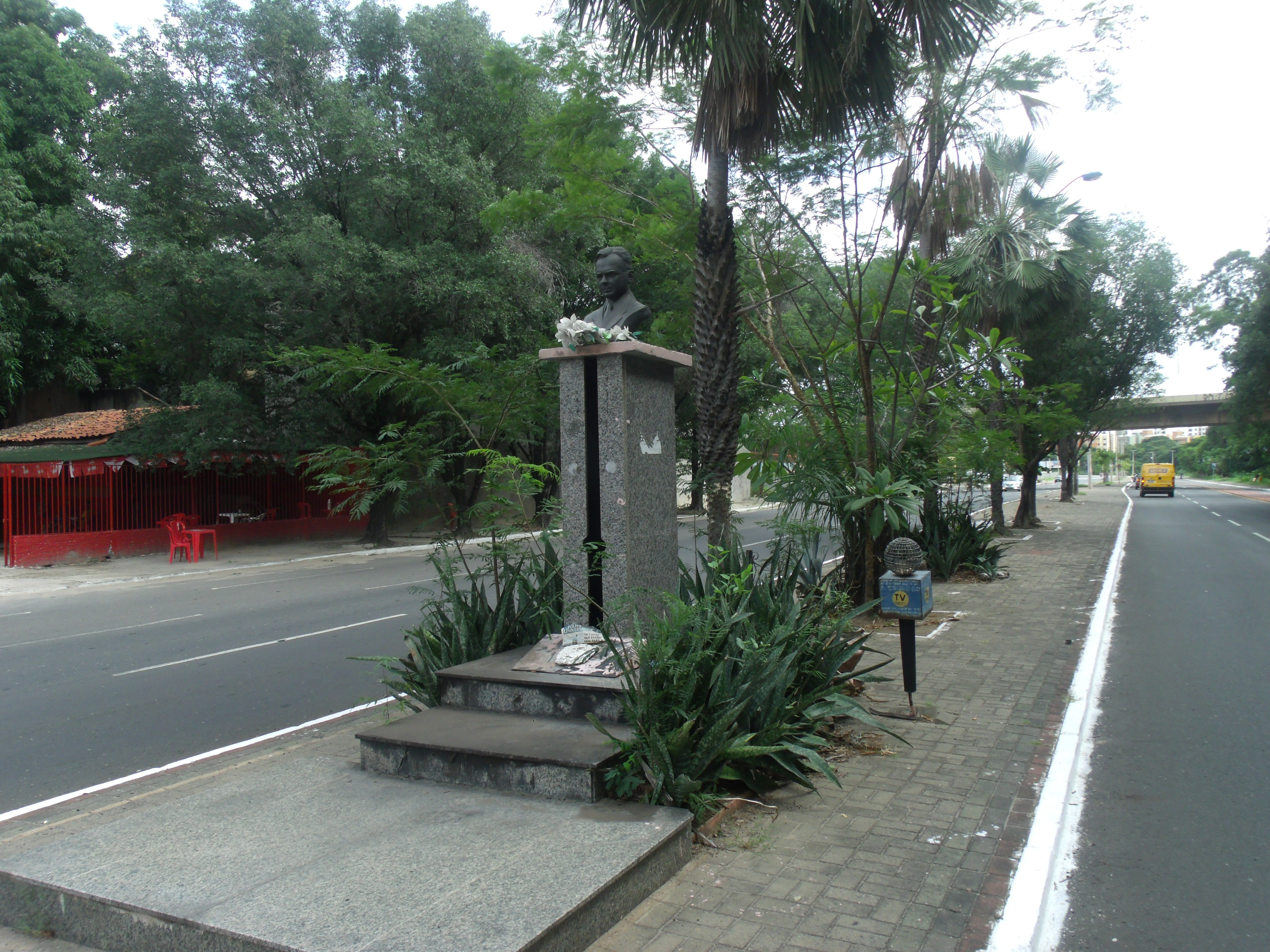
Monumento com o busto de Donizetti Adalto no local da morte.

As provas colhidas pelo Ministério Público do estado do Piauí demonstraram que a autoria intelectual do crime recai sobre o primeiro dos denunciados, na época o vereador da Câmara Municipal de Teresina Djalma da Costa e Silva Filho, candidato a deputado estadual pelo mesmo partido da vítima e companheiro de Donizetti na campanha política. Simulando um assalto e integrando-se aos executores do bárbaro homicídio, Djalma decidira eliminar seu aliado de forma brutal e covarde, objetivando atrair para si o sensacionalismo da imprensa e a consequente solidariedade popular, de modo a reverter a seu favor a intenção de votos presumivelmente destinada ao candidato falecido - àquela altura, consoante a denúncia, despontando no cenário político local com invejável índice de aceitação popular.
O jornalista Carlos Moraes, que durante muitos anos foi parceiro de Donizetti Adalto na TV Meio Norte, acredita que ele foi assassinado por uma espécie de consórcio do crime que se formou para executar a sua eliminação física, e depois se consolidou para proteger os elementos diretamente envolvidos no crime.
Polêmico e combativo, Donizetti denunciou vários esquemas de corrupção existentes no estado do Piauí, que ele chamava muito apropriadamente de máfia. Observadores da cena política entendem que ele seria eleito e que sua eliminação física seria resultado de uma ampla conjugação de esforços da máfia que ele denunciava em seus programas e que denunciou, principalmente, durante a campanha.

## Comoção popular
Donizetti Adalto, candidato a Deputado Federal pelo Piauí, foi assassinado a poucos dias das eleições de 1998, e recebeu expressiva votação como forma de protesto pelo assassinato, com cerca de 47.000 mil votos, o suficiente para elegê-lo. No entanto, o Tribunal Regional Eleitoral do Piauí decidiu que os votos a ele conferidos seriam nulos, e um candidato da mesma coligação impetrou o seguinte recurso, para que os votos do falecido fossem considerados em prol da legenda, o que possibilitaria sua eleição.

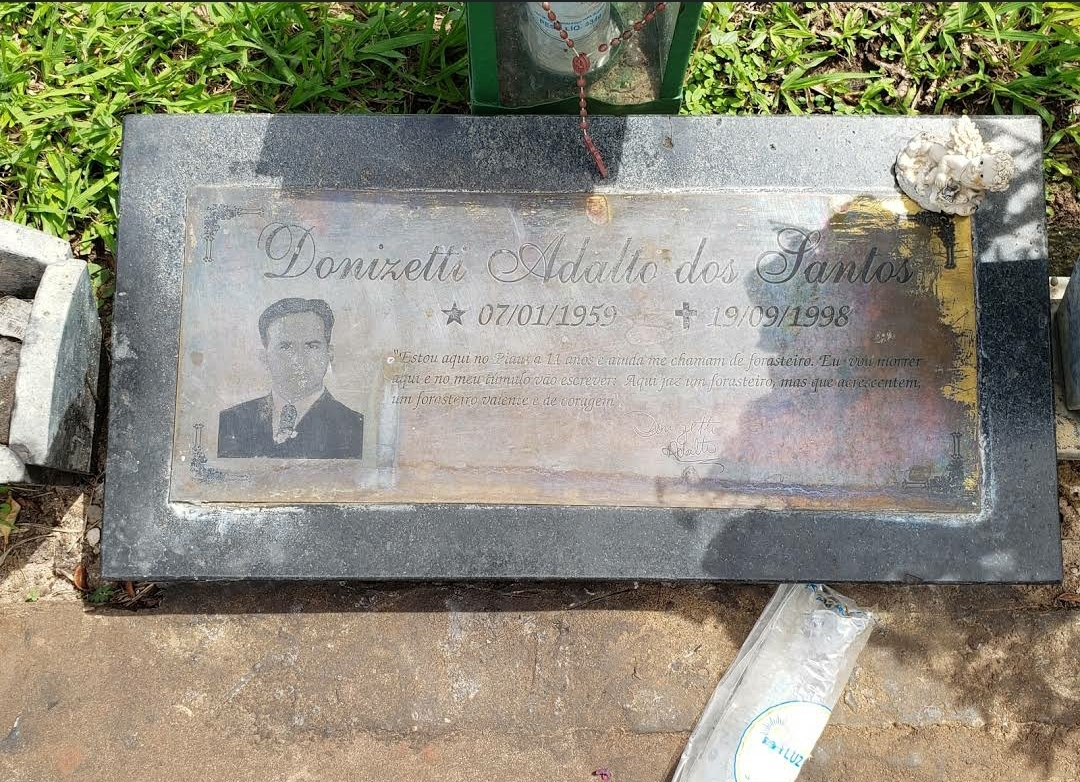
Lápide do túmulo de e Donizetti Adalto com a famosa frase: "Morro e não vejo tudo."

Milhares de pessoas acompanharam o cortejo fúnebre saindo do Ginásio Verdão até o cemitério Jardim da Ressurreição, onde Donizetti foi sepultado. Um monumento foi construído no canteiro da avenida Marechal Castelo Branco, bem à frente do local do assassinato para homenagear o jornalista. Durante o ano todo, é comum pessoas irem ao local do assassinato para prestarem homenagem ao apresentador.

## Frases e bordões
O jornalista também criou durante sua trajetória bordões e frases que até hoje são lembrados pela população piauiense, como: "Morro e não vejo tudo" e "Cristo está voltando", ou ainda palavras como gatunagem, tatú societi e mamismo; durante sua candidatura, Donizetti Adalto usou os slogans Calar não calo e Pau na Máfia.

## Obras
- A Máfia dos Bebês
- Anorgasmia, a tragédia das mulheres
- Diálogo Franco
- Eu fui o anticristo
- Fel e Mel
- Nelso Vettorello: retrato de um homem sem medo
- Rasgando a Fantasia